# Caspar Garthe

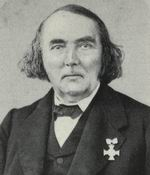
Caspar Garthe

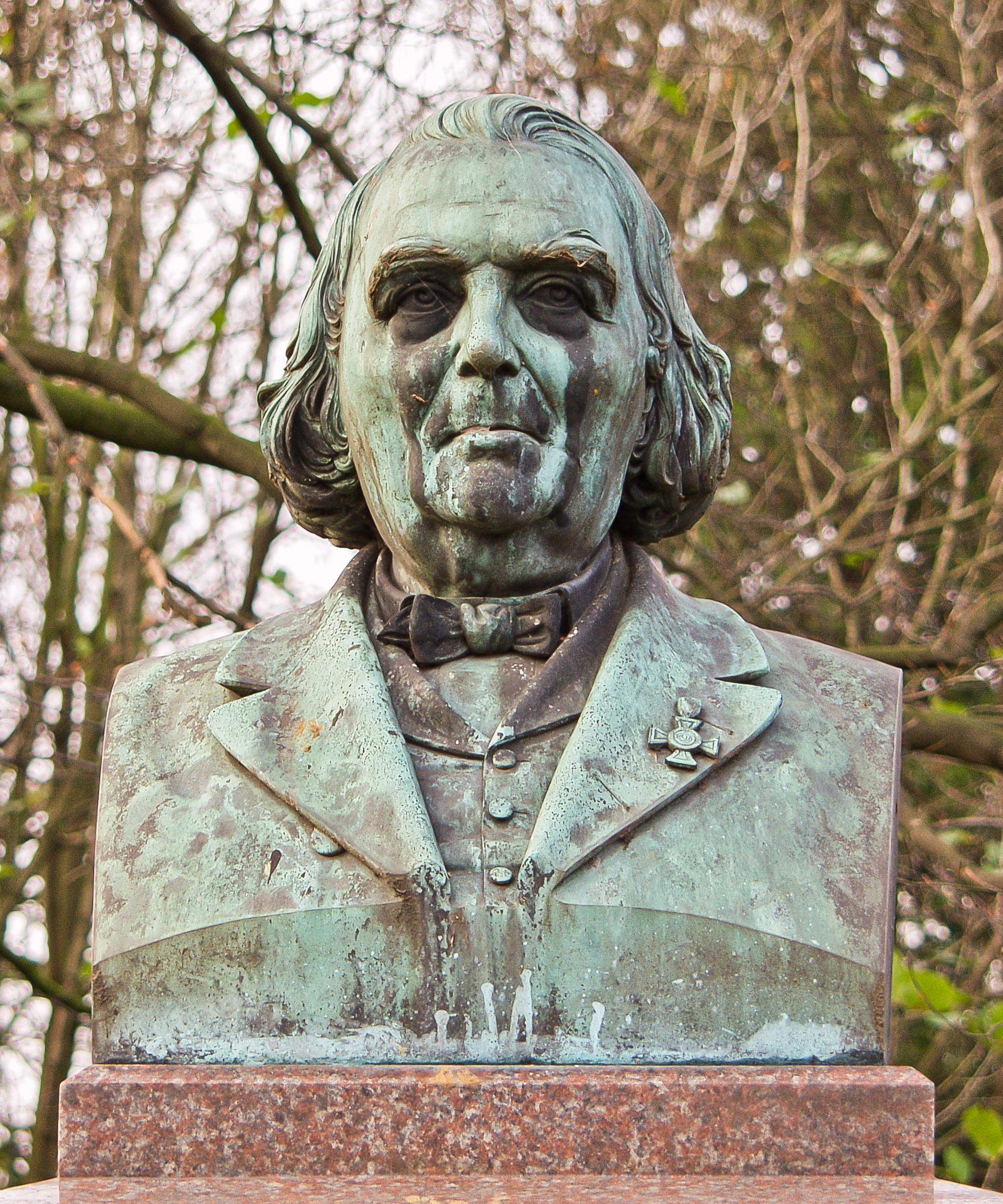
Büste im Kölner Zoo: Caspar Garthe

Johann Caspar Garthe (* 15. Juli 1796 in Frankenberg (Eder); † 21. Januar 1876 in Köln) war ein Naturforscher und Lehrer.

## Leben
Zu seinen Lebensdaten gibt es widersprüchliche Angaben: Geboren soll er im Sommer 1795 oder 1796 in Frankenberg oder in der Nähe von Magdeburg sein, und gestorben 1874 oder 1876. Da sowohl Johann Christian Poggendorff bereits 1863 als auch Rudolf Wolf 1890 Frankenberg übereinstimmend als Geburtsort benennen und ebenfalls dessen räumliche Nähe zur Marburger Universität dafür spricht, gilt die Stadt an der Eder als am wahrscheinlichsten.
Sein Vater Heinrich Daniel Garthe war Stadtkämmerer. Seine Mutter war eine Tochter des Accisschreibers Meinhardt. Er besuchte die lateinische Schule seines Heimatortes. Da seine Familie das Gymnasium nicht finanzieren konnte, musste er die Lücken durch Privatunterricht ausgleichen, um 1812 in Marburg ein Studium der Kammeralswissenschaften bei Prorektor Wilhelm Münscher beginnen zu können. Durch Georg Wilhelm Munke wechselte er zu Mathematik, Physik und Naturwissenschaften, erwarb am 16. Mai 1817 seinen Doktor der Philosophie und lehrte kurzzeitig als Privatdozent an der Universität Marburg. Befreundet war er mit Heinrich Berghaus.
Von 1817 bis 1831 lehrte er Mathematik und Physik am seinerzeit hessischen Ernestinum Rinteln. Zu seinen Schülern zählten Friedrich Oetker und Franz von Dingelstedt.
1817 heiratete er Henriette Charlotte Beck (1796–1858), die Tochter des verstorbenen Lecteurs an der französischen Kirche in Marburg, David Beck. Sie hatten fünf Söhne Moritz, Otto, Hugo (* 1821; † 14. Oktober 1876; Kunstsammler), Gustav und Arno, sowie die Tochter Cacilie (* 21. Oktober 1825 in Rinteln; † 22. Februar 1895 in Frankfurt/Main).
Mit einem selbst gefertigten Fernrohr entdeckte er zwei Kometen. 1826 ermittelte er die Erhebung Rintelns über die Meeresfläche. 1827 erfand er seine „Weltmaschine“, auch Kosmoglobus genannt: ein gläserner Himmelsglobus, in dessen Innern eine hölzerne Erdkugel angebracht ist. Um darauf ein preußisches Patent zu erlangen, führte er ihn mit Hilfe seines Freundes Alexander von Humboldt in Berlin vor.
In Köln war die Ära der Naturwissenschaften angebrochen und 1825 eine neue Schulform, die „Höhere Bürgerschule für den Nähr-, Handels- und Verkehrsstand“ am Quatermarkt (heute Kreuzgasse) gegründet worden. Garthe war als Schulleiter vorgeschlagen. Da er aber Protestant war, einigte man sich im katholischen Köln darauf, dass Garthe erster Oberlehrer werden sollte. Damit er zu einem passenden Zeitpunkt von Rinteln nach Köln wechseln konnte, wurde der Schulanfang im Jahr 1831 sogar von Herbst auf Ostern verlegt. Er lehrte Physik und Chemie. Männer wie Mevissen, Hoesch, Schoeller und Suermondt waren seine Schüler und verdankten ihm ihre naturwissenschaftlichen Kenntnisse.
Er erfand eine Urform des Streichholzes und des Aquariums.
Im Kölner Dom wiederholte er 1852 den Foucault’schen Pendelversuch mit einem gut 50 Meter langen Pendel. Dabei assistierte ihm August Toepler.
1852 prüfte er die Leistungsfähigkeit eines Dampfschiffs.
Auf seine Anregung schlossen sich wohlhabende und tierliebe Bürger der Stadt zu einer Aktiengesellschaft zusammen, die am 22. Juli 1860 den Zoologischen Garten Köln gründete. Hierbei wurde er unterstützt von seinen ehemaligen Rintelner Schülern, den Brüdern Adolf und Wilhelm Ludwig Deichmann sowie Georg Osterwald. Anregungen zur Ausgestaltung der Anlage holte er sich aus Holland und Belgien. Neben einem Denkmal auf dem Friedhof und im Zoo (am 5. September 1886 errichtet) gibt es auch die Garthestraße ganz in der Nähe des Zoos. Unter Kölner erzählt man „Ach jez weiss ich ooch warum dat de Zoolonische Gaarde heisst“.
Garthe wurde auf dem Kölner Melaten-Friedhof beerdigt. Die Grabstätte existiert nicht mehr.

## Veröffentlichungen
- Tabellen für barometrische Höhenmessungen : nach der Schichtenmethode des Herrn Prof. Benzenberg berechnet; zum Gebrauch für Forstmänner und Reisende (Nebst e. Vorrede von Muncke); 1817 (Online, Digitalisat)
- Lehrbuch der Buchstabenrechnung und Algebra für Schulen; Hannover, Hahn, 1822
- Lehre von den Kegelschnitten für Schulen nebst einer vorbereitenden Anweisung zur elementaren Construction algebraischer Gleichungen; Marburg, Garthe, 1825
- Abhandlung über den Heiligenschein oder Versuch einer auf Beobachtungen und Versuche gegründeten physicalischen Erklärung desselben; Rinteln, Osterwald, 1830 (Online)
- Ankündigung des Kosmoglobus, eines mathematisch-geographisch-astronomischen Instrumentes, welches die Erd- und Himmelskugeln, wie das Planetarium, Tellurium und Lunarium so in sich vereinigt, daß dadurch alle Erscheinungen des Weltganzen deutlich eingesehen werden können; erfunden und mit einer vollständigen Gebrauchsanweisung versehen von Dr. C. Garthe. [Schmitz], [Köln 1833] (Digitalisat, Online)
- Beschreibung des Kosmoglobus, eines mathematisch-geographisch-astronomischen Instrumentes, welches d. Erd- u. Himmelskugeln, ... so in sich vereinigt, daß ... alle Erscheinungen d. Weltganzen ... eingesehen werden können; Cotta, 1833
- Zoologische Tabellen oder systematische Übersicht der Thierwelt : nicht allein die Nominal-Abtheilungen in leicht zu übersehender Anordnung, sondern auch die Kennzeichen der Haupt- und Unter-Abtheilungen, der Ordnungen und Familien, so wie die namhafte Aufführung der Gattungen und einiger wesentlichen Arten enthaltend; Köln, Renard und Dübyen, 1837
- Foucault's Versuch als direkter Beweis der Achsendrehung der Erde angestellt im Dom zu Köln und erläutert durch zwei vorbereitende Vorlesungen, nebst Zusammenstellung einiger diesen Gegenstand betreffenden Apparate, Mittheilung wissenschaftlicher Versuchs-Reihen, und Beschreibung eines neuen Apparats genannt Geostrophometer, mit welchem, ohne Pendel, die Achsendrehung der Erde erkannt werden kann; Köln, Eisen, 1852
- Historische Darstellung, warum die von mir im Jahre 1827 gemachte ... Erfindung einer Weltmaschine, genannt Kosmoglobus, bis zum gegenwärtig 18.. Jahre noch nicht zur vollständig öffentlich merkantilischen Verbreitung gelangt ist...; 1867
- Beschreibung einer neuen, alle Sonnen- und Mondfinsternisse so veranschaulichenden Maschine, daß die mannichhaltig eintretenden Erscheinungen derselben zur versinnlichenden Anschauung gebracht werden können; 1869
- Die Absidenscheibe: Beschreibung eines Apparates, durch welchen die Lage der Absidenlinie der Erdbahn und deren Veränderlichkeit im Weltenraume erörtert werden kann; 1871